# Насър Ал-Ахмед
Насър Мохамед Ал-Ахмед е културист от български, судански и сирийски произход. Син е на Мохамед Ал-Ахмед - доктор на науките, и журналистката Оля Ал-Ахмед. 
Насър Ал-Ахмед е по-големият внук на българската поетеса Ваня Петкова.

## Награди
На 17 г. Насър Ал-Ахмед печели и сребро на държавния шампионат при мъжете. Титлите и отличията започват да идват едно след друго – сребро и злато на балканиада, двукратен европейски шампион за младежи и абсолютен републикански първенец.
През 2009 г. става Европейски шампион по културизъм при мъжете в гр. Комо, Италия.

## Филмография
- Под прикритие - ТВ сериал по БНТ, сезон 3, епизод 6[2]
- Жената на моя живот – войник
- Фамилията - ТВ сериал по bTV, сезон 2 – в ролята: бодигард на дъщерята на сирийски търговец, приятел на Арнаудов